# Romed Vieider
Romed Vieider (Rum, 2 gennaio 1991) è un ex cestista austriaco.